# رين بالجاك
رين بالجاك (بالإنجليزية: Raine Baljak)‏ هي ملكة جمال فلبينية أسترالية سابقة، ولدت في 12 ديسمبر 1996 في سيدني في أستراليا.

## وصلات خارجية
- الموقع الرسمي